# Björnstenstjärnarna (Lycksele socken, Lappland, 721512-162313)
Björnstenstjärnarna är en sjö i Lycksele kommun i Lappland och ingår i Umeälvens huvudavrinningsområde.